# カメレオン戦法
カメレオン戦法（カメレオンせんぽう）とは、将棋の戦法のひとつ。
次の数種類の戦法にこの名が付いている。
| 9  | 8  | 7  | 6  | 5  | 4  | 3  | 2  | 1  |    |
| 香 | 桂 |    | 金 | 王 | 金 | 銀 | 桂 | 香 | 一 |
|    | 飛 |    | 銀 |    |    |    | 角 |    | 二 |
| 歩 |    | 歩 | 歩 |    | 歩 |    | 歩 | 歩 | 三 |
|    | 歩 |    |    | 歩 |    | 歩 |    |    | 四 |
|    |    |    | 歩 |    |    |    |    |    | 五 |
|    |    | 歩 |    |    |    |    |    |    | 六 |
| 歩 | 歩 |    | 銀 | 歩 | 歩 | 歩 | 歩 | 歩 | 七 |
|    | 角 |    |    |    |    |    | 飛 |    | 八 |
| 香 | 桂 |    | 金 | 玉 | 金 | 銀 | 桂 | 香 | 九 |

ひとつは、島朗『島ノート 振り飛車編』（2002年12月）に掲載されている戦法で、中飛車の項に分類されているが、カメレオン側は相手の応手を見て作戦を決めようという方針である。その駒組み戦術が、まさにカメレオンを思わせることからこの名がついている。
先手が初手より▲7六歩△8四歩▲6八銀△3四歩▲6六歩△6二銀▲6七銀△5四歩と振り飛車や雁木囲い風の出だしから、図のように▲6五歩とする。これに対する応手には△4四歩・△8八角成・△8五歩・△5三銀などが示されているが、仮に8八角成は同飛として、向かい飛車に移行。このとき△4五角▲5六銀△2七角成には▲6六角で、後手は角を手放すと、角成を受けづらい陣形となっている。
英春流カメレオン
もうひとつはアマチュアの鈴木英春が開発した将棋の戦法。鈴木が後年新たに開発した総合戦法で、先手番では初手▲9六歩或いは▲4八銀、後手番であれば2手目はかまいたち戦法と同様に△6二銀と上がり、以下▲3六歩～▲3七銀と右銀を3七に進出させる。